# Basketball-Ozeanienmeisterschaft 1993
Die Basketball-Ozeanienmeisterschaft 1993, die elfte Basketball-Ozeanienmeisterschaft, fand zwischen dem 7. und 10. Juni 1993 in Auckland, Neuseeland statt, das zum sechsten Mal die Meisterschaft ausrichtete. Gewinner war die Nationalmannschaft Australiens, die zum elften Mal den Titel erringen konnte. Im Finale konnte Neuseeland knapp geschlagen werden. Zum zweiten Mal nahm außer Australien und Neuseeland eine weitere Mannschaft am Turnier teil. Für die Westsamoanische Nationalmannschaft war es die erste Teilnahme am Turnier.

## Teilnehmende Mannschaften
Australien

 Neuseeland

 Westsamoa

## Modus
Zunächst wurde in einer Gruppenphase gespielt. Jede Mannschaft spielte gegen jede ein Mal, so dass jede Mannschaft genau zwei Partien absolvierte (insgesamt wurden drei Partien absolviert). Pro Sieg gab es zwei Punkte, für eine Niederlage immerhin noch einen Punkt. Bei Punktgleichheit entschied der Direkte Vergleich. Die beiden punktbesten Mannschaften zogen in das Finale ein und spielten um den Turniersieg.

## Ergebnisse

### Gruppenphase
| Platzierung | Mannschaft | Punkte | G | V | Körbe   | Diff |
| ----------- | ---------- | ------ | - | - | ------- | ---- |
| 1           | Australien | 4      | 2 | 0 | 197:137 | +60  |
| 2           | Neuseeland | 3      | 1 | 1 | 157:153 | +4   |
| 3           | Westsamoa  | 2      | 0 | 2 | 131:195 | −64  |

| 7. Juni 1993 |                                        | Neuseeland | 92 – 59 | Westsamoa |  |
| 7. Juni 1993 | Punkte pro Halbzeit: 41 : 36, 51 : 23. |            |         |           |  |
| 7. Juni 1993 |                                        |            |         |           |  |
| 7. Juni 1993 |                                        |            |         |           |  |

| 8. Juni 1993 |                                        | Australien | 94 – 65 | Neuseeland |  |
| 8. Juni 1993 | Punkte pro Halbzeit: 41 : 21, 53 : 44. |            |         |            |  |
| 8. Juni 1993 |                                        |            |         |            |  |
| 8. Juni 1993 |                                        |            |         |            |  |

| 9. Juni 1993 |                                        | Australien | 103 – 72 | Westsamoa |  |
| 9. Juni 1993 | Punkte pro Halbzeit: 55 : 29, 48 : 43. |            |          |           |  |
| 9. Juni 1993 |                                        |            |          |           |  |
| 9. Juni 1993 |                                        |            |          |           |  |

### Finale
| 10. Juni 1993 |                                        | Australien | 86 – 78 | Neuseeland |  |
| 10. Juni 1993 | Punkte pro Halbzeit: 42 : 32, 44 : 46. |            |         |            |  |
| 10. Juni 1993 |                                        |            |         |            |  |
| 10. Juni 1993 |                                        |            |         |            |  |

| Australien          |
| Meister Australien  |
| Elfte Meisterschaft |

## Abschlussplatzierung
| Rang | Mannschaft |
| ---- | ---------- |
| 1    | Australien |
| 2    | Neuseeland |
| 3    | Westsamoa  |

Australien qualifizierte sich durch den Finalerfolg für die Basketball-Weltmeisterschaft 1994 in Kanada.